# Троллейбус Санремо
Тролле́йбус Санре́мо или Тролле́йбус Сан-Ре́мо (итал. Rete filoviaria di Sanremo; также известен как Тролле́йбус Италья́нской Ривье́ры (итал. Filovia della Riviera dei Fiori)) ― троллейбусная система в городе Сан-Ремо, Италия. Была открыта в 1942 году и расширена дважды к 1951 году. Система состоит из трёх маршрутов, располагающихся на разных участках одной протяжённой линии длиной 28,5 километров и соединяющих города Вентимилья, Сан-Ремо и Таджа.

## Маршруты
По состоянию на октябрь 2022 года в Сан-Ремо используются следующие маршруты:
- U ― Ла-Брецция―Вилла Гелиос
- V ― Сан-Ремо―Площадь Коституэнте (Вентимилья)

Больше не обслуживается троллейбусами следующий маршрут:
- T ― Сан-Ремо―Таджа

## История
Троллейбусная система в Итальянской Ривьере была построена, чтобы заменить два междугородних трамвайных маршрута: Таджа―Оспедалетти и Бордигьера―Вентимилья. Одним из плюсов такого решения стало то, что троллейбусы смогли взбираться на крутые подъёмы между Оспедалетти и Бордигьерой.

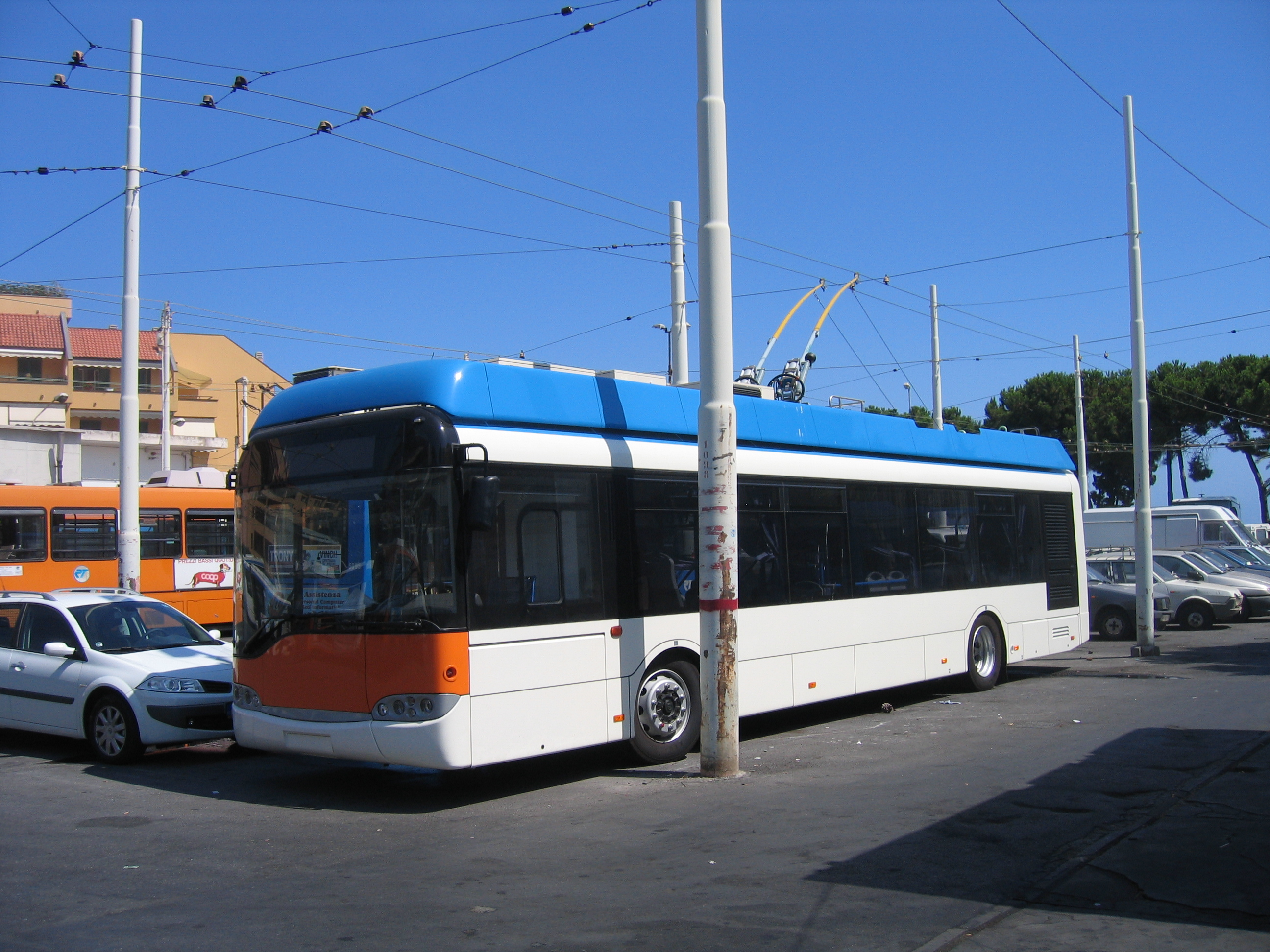
Троллейбус Solaris Trollino в Сан-Ремо

Первый троллейбусный маршрут от Сан-Ремо до Оспедалетти длиной в 9,15 километров был открыт 21 апреля 1942 года. За ним последовали открытие второго маршрута Сан-Ремо―Таджа (1 февраля 1948 года) и Оспедалетти―Вентимилья (1951 год). Маршруты от Сан-Ремо до Таджи и от Сан-Ремо до Вентимильи были названы T и V соответственно. Третий маршрут начал свою работу в 1958 году внутри Сан-Ремо и получил обозначение U. В длину маршруты составили: V ― 18 километров, T ― 10 километров и U ― 5,75 километров.
В 1983 году троллейбусная система Сан-Ремо сменила оператора с La Società Trasporti Elettrici Liguri на Riviera Trasporti SpA.
20 декабря 2001 года было открыто 700-метровое ответвление линии T до железнодорожной станции Таджа―Арма. Однако оно проработало только несколько месяцев, потому что в марте 2002 года маршрут T был преобразован в автобусный ввиду дорожных работ, после чего реализация других дорожных проектов отложила восстановление троллейбусного движения на определённый срок. По состоянию на октябрь 2022 года, с 2002 года троллейбусы не используются на маршруте T.

## Подвижной состав
Подвижной состав троллейбуса Сан-Ремо состоит из следующих моделей:
- Bredabus 4001
- Solaris Trollino II 12 AC